# Célula endotelial
Una célula endotelial es el tipo de célula plana que recubre el interior de todos los vasos sanguíneos (incluyendo los vasos capilares), y está en contacto permanente con la sangre. Poseen una longitud aproximada de 25 a 50 micrómetros (μm) y un ancho de 10 a 15 μm. Actúan como reguladoras del tráfico celular y molecular desde la sangre hacia el interior de los tejidos. Poseen una estructura altamente diferenciada y especializada con dos tipos de uniones entre células: unas estrechas (tigh) y otras débiles (gap). La célula endotelial sintetiza y libera sustancias vasoactivas que regulan el tono vascular, la presión sanguínea y el flujo sanguíneo local; también sustancias que participan en la coagulación, en la fibrinolisis y en reacciones inflamatorias e inmunológicas.

## Morfología de la célula endotelial
En la célula endotelial existe gran heterogeneidad a nivel de su morfología, función, expresión génica y composición antigénica.
La regulación de esta heterogeneidad endotelial, está dada por señales ambientales, el metabolismo, las interacciones célula-matriz, las interacciones célula-célula, y los factores de crecimiento típicos de cada órgano.
Los fenotipos endoteliales varían entre diferentes órganos, entre diferentes segmentos del lecho vascular de un mismo órgano y entre células vecinas de un mismo órgano.

### Microarquitectura
Las células del endotelio presentan una longitud aproximada de 25-50 micrómetros (μm) y un ancho de 10-15 μm. Su eje mayor se dispone en paralelo a la dirección del flujo sanguíneo.
Los bordes de las células endoteliales son irregulares, las células vecinas muestran interdigitaciones y tienen zonas serradas que se entrecruzan.
Cada célula endotelial tiene forma de placa curvada y delgada, de perfil poligonal, tiene un espesor central de 3-4 μm y de aproximadamente 0,1-0,4 μm en los bordes. 

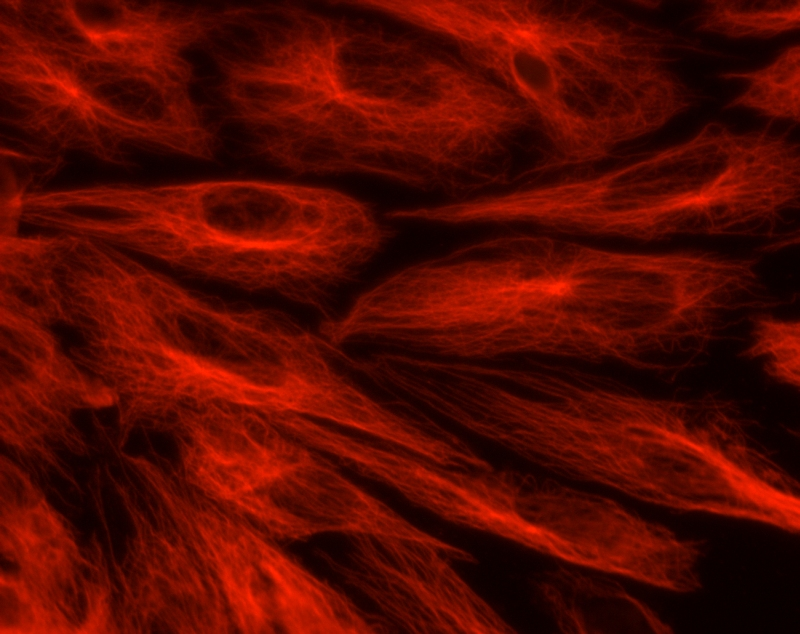
Núcleos (en negativo) dentro de células endoteliales inmunoteñidas para tubulina α.

El núcleo celular está muy aplanado y por eso aparece elíptico en los cortes histológicos. La región nuclear es la más gruesa de la célula y hace prominencia en la luz. La porción periférica y más delgada de la célula es tremendamente fina, y las membranas celulares que miran a la luz o al tejido están separadas por una capa de citoplasma de un grosor de 0,2-0,4 micras. 
Se encuentra en la región cercana al núcleo, un complejo de Golgi y unas pocas mitocondrias, mientras que en la región delgada periférica del citoplasma hay elementos tubulares tortuosos del retículo endoplásmico. Son raros los lisosomas, pero no son infrecuentes los cuerpos multivesiculares.

### Ultraestructura
La superficie luminal de las células es normalmente de perfil liso, pero a menudo los bordes de las células vecinas pueden superponerse y entonces, puede proyectarse hacia la luz por corta distancia una cresta o lengüeta.
Las células endoteliales muestran dos tipos de uniones, las oclusivas (tigh) y otras más débiles (unión gap). Estas uniones estrechas tienen la capacidad de limitar el transporte de sustancias y moléculas, y actúan como barrera mecánica.

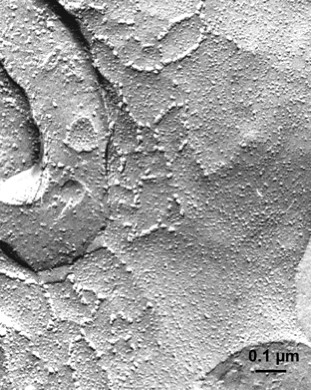
Zonula occludens (tight) de una célula endotelial. Criofractura con Microscopio electrónico de barrido.

Las uniones entre células endoteliales deben ser capaces de reaccionar y modificar su composición ante determinadas situaciones, pero a su vez deben ser estructuras estables capaces de resistir el flujo sanguíneo al que están continuamente sometidas.
Su respuesta ante diferentes estímulos debe ser controlada en intensidad, pero también en el tiempo, ya que un incremento de permeabilidad mantenido puede desencadenar un proceso de inflamación crónica. De esta manera, el endotelio cumple una función de barrera esencial para la homeostasis vascular. Son sensibles a los cambios de flujo de presión, de señales inflamatorias y a hormonas circulantes.

Un rasgo llamativo de las células endoteliales es la presencia de una numerosa población de vesículas del plasmalema de unos 70 nanómetros (nm) de diámetro, de cuello delgado, que están presentes en ambas superficies celulares y que se abren a la luz y al espacio extravascular.

Los cuerpos de Weibel-Palade son estructuras de diámetro de 0,1-0,3 (μm) y una longitud de 1-5 μm.

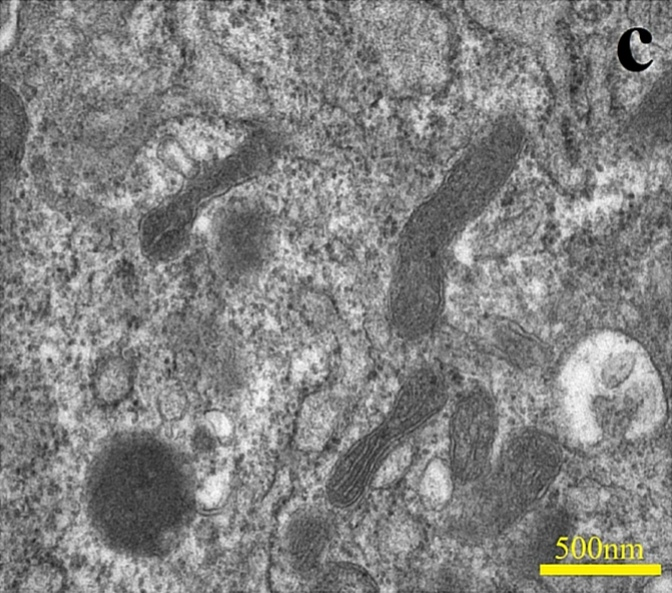
Cuerpos Weibel-Palade, Ultraestructura.

En el corte transversal, consisten en túbulos densos a electrones con un diámetro interior de 12 nm, rodeados por una matriz menos densa y empaquetados en haces paralelos que están rodeados por una bicapa lipídica. Es donde se fabrican, almacenan y liberan dos moléculas principales, el factor de von Willebrand y la selectina P. Están ligados en la periferia de la célula a la corteza de actina y sirven como un grupo de fácil liberación.
En la superficie extraluminal o externa, las células endoteliales están en contacto con la membrana basal y sustancias como colágeno, proteglicanos, heparánsulfato, integrinas; en la parte luminal las células endoteliales en contacto con la sangre poseen mucopolisacáridos, glucoproteínas, fibrinógeno y algo de fibrina.

## Funciones de las células endoteliales
Las células endoteliales (EC) forman el  endotelio vascular de una sola capa, que recubre la cara interna de los vasos sanguíneos, separando a los tejidos de la sangre.
En el cuerpo humano adulto, el conjunto de todo el endotelio vascular puede pesar tanto como 1 kilogramo y en la microcirculación comprende un área de 1-7 metros cuadrados (m2) para unos y entre 500-700 m2 para otros.

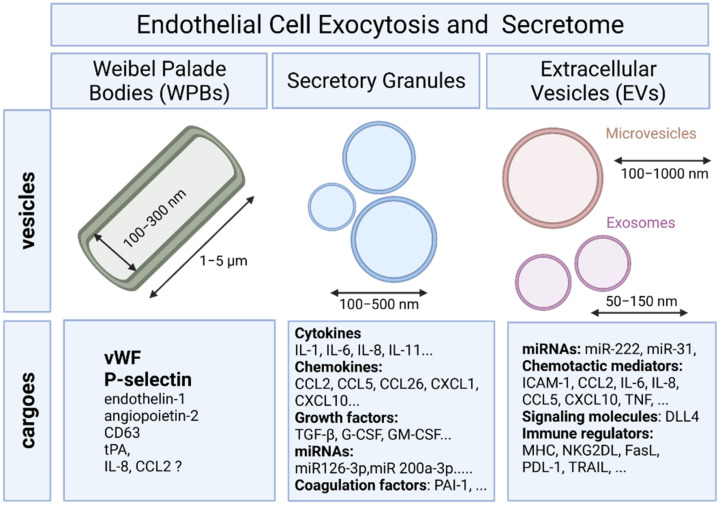
Exocitosis: Vesículas y Exosomas.

Las EC actúan como reguladoras del tráfico de células y moléculas desde la sangre hacia el interior de los tejidos, gracias a su estructura diferenciada y especializada.
Estas células tienen varias funciones en la homeostasis, entre las que figuran las siguientes: 
1. Forman una superficie lisa que facilita el flujo laminar de la sangre y previenen la adherencia de las células sanguíneas.
2. Forman una barrera de permeabilidad para el intercambio de nutrientes entre el plasma y el intersticio celular, regulando al mismo tiempo el transporte de sustancias entre ambos.
3. Regulan la angiogénesis y el remodelado vascular.
4. Contribuyen a la formación y mantenimiento de la matriz extracelular.
5. Producen factores de crecimiento en respuesta al daño vascular, influyendo especialmente en la proliferación del músculo liso vascular.
6. Producen sustancias que regulan la agregación plaquetaria, coagulación y fibrinólisis.
7. Sintetizan y degradan diversas hormonas.
8. Participan en la respuesta inmune generando citoquinas que modulan la actividad de los linfocitos.
9. Liberan agentes que actúan de forma paracrina sobre las células musculares lisas adyacentes, regulando su contracción. El endotelio vascular produce y libera sustancias vasodilatadoras y vasoconstrictoras. Entre las vasodilatadoras figuran: el óxido nítrico (NO) (antiguamente conocido como factor relajador derivado del endotelio o EDRF), factor hiperpolarizante derivado del endotelio (EDHF) y prostaciclina. Entre las sustancias vasoconstrictoras figuran: las endotelinas y el tromboxano A2.[14]

## Recambio celular de endoteliales
En los adultos, las células endoteliales están inactivas, es decir, que no están en crecimiento celular (proliferación).
Pasan constantemente por ciclos de regeneración y muerte celular programada (apoptosis), cada 3 meses todas las células endoteliales se van renovando. La vida media de una célula endotelial normal en el corazón, es de aproximadamente 6 años. En el hígado y el bazo, alrededor del 1% de todas las células endoteliales proliferan en el estado inactivo.
Este estado de reposo en las células endoteliales, se define por una proliferación y migración celular endotelial mínima o ausente, una fuga vascular mínima a través de la barrera endotelial y una expresión mínima de las moléculas de adhesión de leucocitos.
El endotelio «inactivo» está completamente «despierto», ya que recibe e inicia señales de entrada, que son importantes para su función. Estas células endoteliales «inactivas» realizan una gran cantidad de trabajo activo, como la secreción de factores parácrinos y endócrinos, y el mantenimiento de la barrera para la supervivencia celular. Las células endoteliales «inactivas» requieren un mantenimiento activo para preservar la normalidad de una manera que es específica de cada tejido.
Los estímulos del microambiente (como esfuerzo cortante, hipoxia y factores de crecimiento específicos) y la epigenética definen y optimizan continuamente las características locales de las células endoteliales.